# Ceršak
Ceršak (Duits: Zierberg) is een plaats in Slovenië en maakt deel uit van de gemeente Šentilj in de NUTS-3-regio Podravska. De plaats telde 669 inwoners op 1 januari 2020.